# Sierra Leona en los Juegos Olímpicos de Barcelona 1992
Sierra Leona estuvo representada en los Juegos Olímpicos de Barcelona 1992 por un total de 11 deportistas, 9 hombres y 2 mujeres, que compitieron en atletismo.
El equipo olímpico sierraleonés no obtuvo ninguna medalla en estos Juegos.